# Чотири мушкетери (фільм)
Чотири мушкетери (англ. The Four Musketeers) — пригодницький фільм 1974 року.

## Сюжет
Протестанти захопили Ла-Рошель, за допомоги Рошфора і Рішельє викрадено Констанс. Хитра леді Вінтер відволікає вдалого мушкетера Д'Артаньяна, поки нагорі готують змову. Четверо сміливих мушкетерів будуть боротися за спокій у країні і власне щастя.

## У ролях
| Актор              | Роль                |
| ------------------ | ------------------- |
| Майкл Йорк         | Д'Артаньян          |
| Олівер Рід         | Атос                |
| Френк Фінлей       | Портос              |
| Річард Чемберлен   | Араміс              |
| Жан-П'єр Кассель   | Луї XIII            |
| Джеральдіна Чаплін | Анна Австрійська    |
| Чарлтон Гестон     | Кардинал Рішельє    |
| Ракель Велч        | Констанс де Бонасье |

| Актор            | Роль            |
| ---------------- | --------------- |
| Крістофер Лі     | граф Рошфор     |
| Рой Кіннер       | Планше          |
| Майкл Готард     | Фелтон          |
| Ніколь Кальфан   | Кітті           |
| Анхель дель Позо | Жюссак          |
| Саймон Ворд      | герцог Бекінгем |
| Сібіл Даннінг    | Юджені          |
| Гітті Джамал     | Беатріс         |